# Neochera basilissa
Neochera basilissa är en fjärilsart som beskrevs av Edward Meyrick 1886. Neochera basilissa ingår i släktet Neochera och familjen nattflyn. Inga underarter finns listade i Catalogue of Life.